# Statutul politic al Transnistriei

Drapelul RMN-ului este cel preluat de la fosta RSS Moldovenească.

Statutul politic al Transnistriei, entitate nerecunoscută oficial, situată pe teritoriul recunoscut pe plan internațional al Republicii Moldova, a fost disputat începând cu declarația de independență a efemerei „Republici Sovietice Socialiste Moldovenești Nistrene” de pe 2 septembrie 1990. Această declarație avea ca scop crearea unei republici sovietice socialiste, separată de RSS Moldovenească, dar totuși parte din URSS la momentul respectiv.
După dezintegrarea Uniunii Sovietice și declarația de independență a Republicii Moldova în 1991, entitatea separatistă a luat numele de „Republica Moldovenească Nistreană” (RMN), cunoscută astăzi și sub numele generic de Transnistria.

## Statutul istoric al Transnistriei

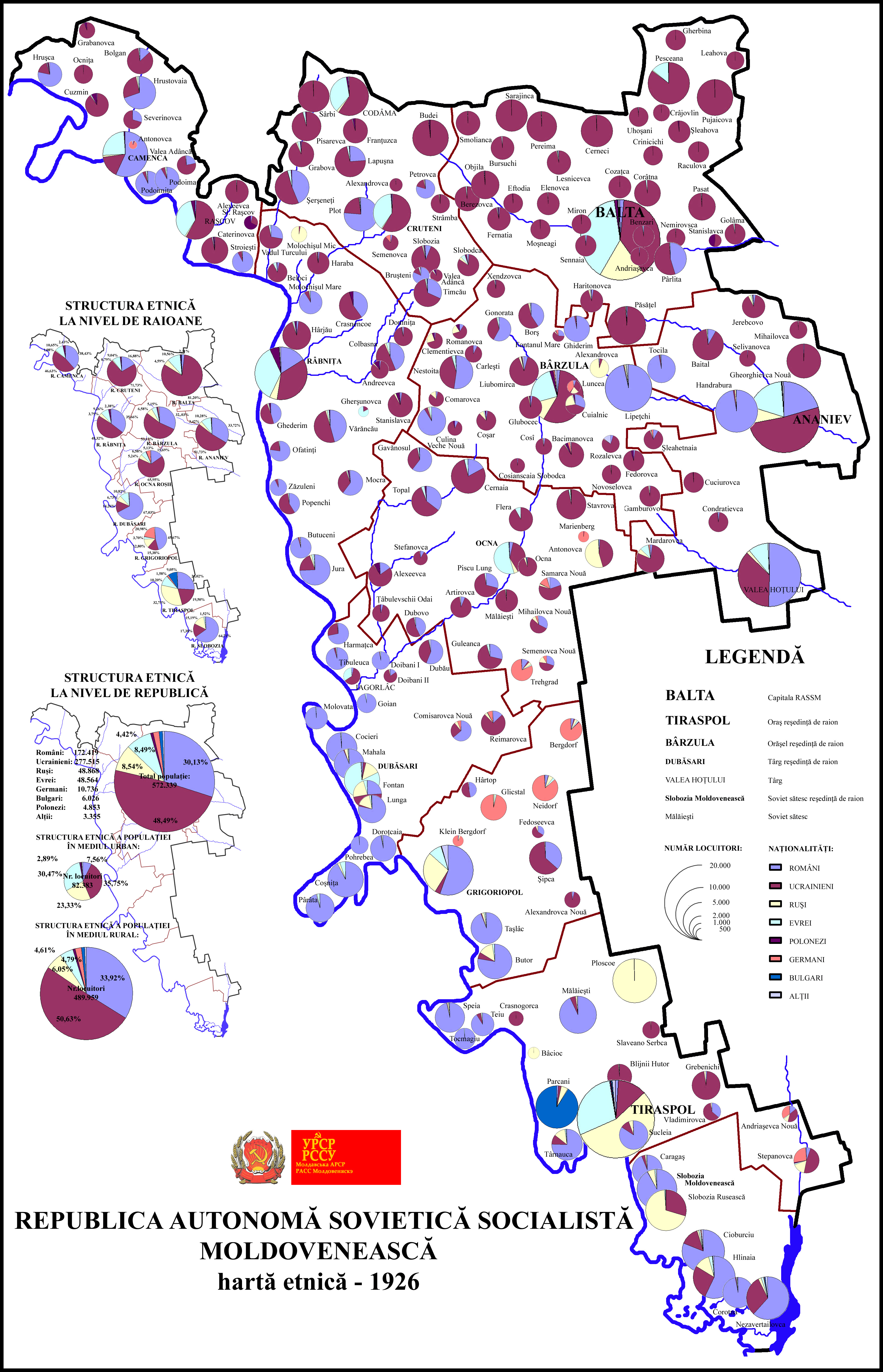
Harta etnică a RASSM-ului (1924–1940).

Deși etnicii moldoveni (români) au constituit o mare parte a populației, zona nu a fost niciodată considerată o parte a teritoriilor tradiționale ale Moldovei. Teritoriul de la est de Nistru a fost stăpânit de Rusia Kieveană și de Cnezatul Halici-Volînia din secolul al IX-lea până în secolul al XIV-lea, iar mai apoi a fost condus de Marele Ducat al Lituaniei, Uniunea statală polono-lituaniană și mai târziu, în secolul al XVIII-lea, de Imperiul Rus.
În această perioadă, Principatul Moldovei a avut în întreaga sa existență de 500 ani, frontierele estice axate pe fluviul Nistru.
Odată cu dezvoltarea identității naționale la români în secolul al XIX-lea, Nistrul este considerat doar drept limita de est a României Mari. Astfel, poetul național Mihai Eminescu a vorbit în celebra sa poezie Doina despre întinderea României „de la Nistru pân-la Tisa”.
Uniunea Sovietică constituiește aici în anii 1930 (1924) o regiune autonomă a Transnistriei în interiorul Ucrainei, numită Republica Autonomă Sovietică Socialistă Moldovenească (RASSM), în care aproape jumătate din populație vorbea o limbă neolatină (de fapt o română rusificată). Între anii 1929 și 1940, orașul Tiraspol a fost capitala RASSM.
În timpul celui de-Al Doilea Război Mondial, România, ajutată de Germania Nazistă, pentru prima dată în istorie a preluat controlul Transnistriei, Germania nu a făcut încercări de a anexa teritoriu ocupat și a considerat că este o zonă tampon temporară între România Mare și linia frontului sovietic.
Drept urmare al războiului din 1992, Transnistria (de jure Unitățile administrativ-teritoriale din stînga Nistrului) s-a separat de Republica Moldova, principalul rol jucând-ul implicarea Armatei a 14-a rusă din iunie 1992.

## Poziția autorităților Republicii Moldova
Republica Moldova se consideră stat succesor de drept al RSS Moldovenești (fapt garantat prin dreptul de a secesiona de Uniunea Sovietică în ultima versiune a Constituției sovietice). Potrivit principiului integrității teritoriale, R. Moldova susține că orice formă de secesiune din componența statului fără consimțământul autorităților centrale este ilegal.
Aceasta (Republica Moldova) consideră că actualul „guvern” al RMN-ului este nelegitim și nu reprezintă legitim populația din regiune, care are o pluralitate moldoveană [română] (39,9% conform recensământului sovietic din 1989, fără municipiul Tighina, și 32,0% conform recensământului din 2004 – incluzând municipiul Tighina, dar excluzând partea fostului raion Dubăsari care a rămas sub controlul autorităților moldovenești, cu o populație de 96% moldoveană). Partea moldovenească insistă că RMN-ul nu poate exista ca o entitate politică independentă și trebuie să fie reintegrată în componența R. Moldova.
Potrivit unor surse din Republica Moldova, climatul politic din Transnistria nu permite libera exprimare a voinței poporului din regiune, iar susținătorii reintegrării Transnistriei cu Republica Moldova sunt supuși hărțuirii, arestărilor arbitrare și alte tipuri de intimidare din partea autorităților separatiste.
În ciuda independenței auto-proclamate a regiunii, majoritatea populației (400.000 din 542.000) deține cetățenia Republicii Moldova, fapt perceput de autoritățile centrale drept un semn că majoritatea populației se opune separatismului. Cu toate acestea, trebuie remarcat faptul că, din cauza recunoașterii limitate a „Republicii Moldovenești Nistreene” ca stat, transnistrenii nu pot călători în străinătate cu un pașaport transnistrean. Totodată, este posibil faptul că mulți transnistreni posedă un pașaport moldovenesc, din motive practice, mai degrabă decât ca o expresie a faptului că doresc reunificarea cu Moldova.
Vezi și: Reintegrarea Transnistriei în R. Moldova

## Poziția „guvernului «Republicii Moldovenești Nistrene»”

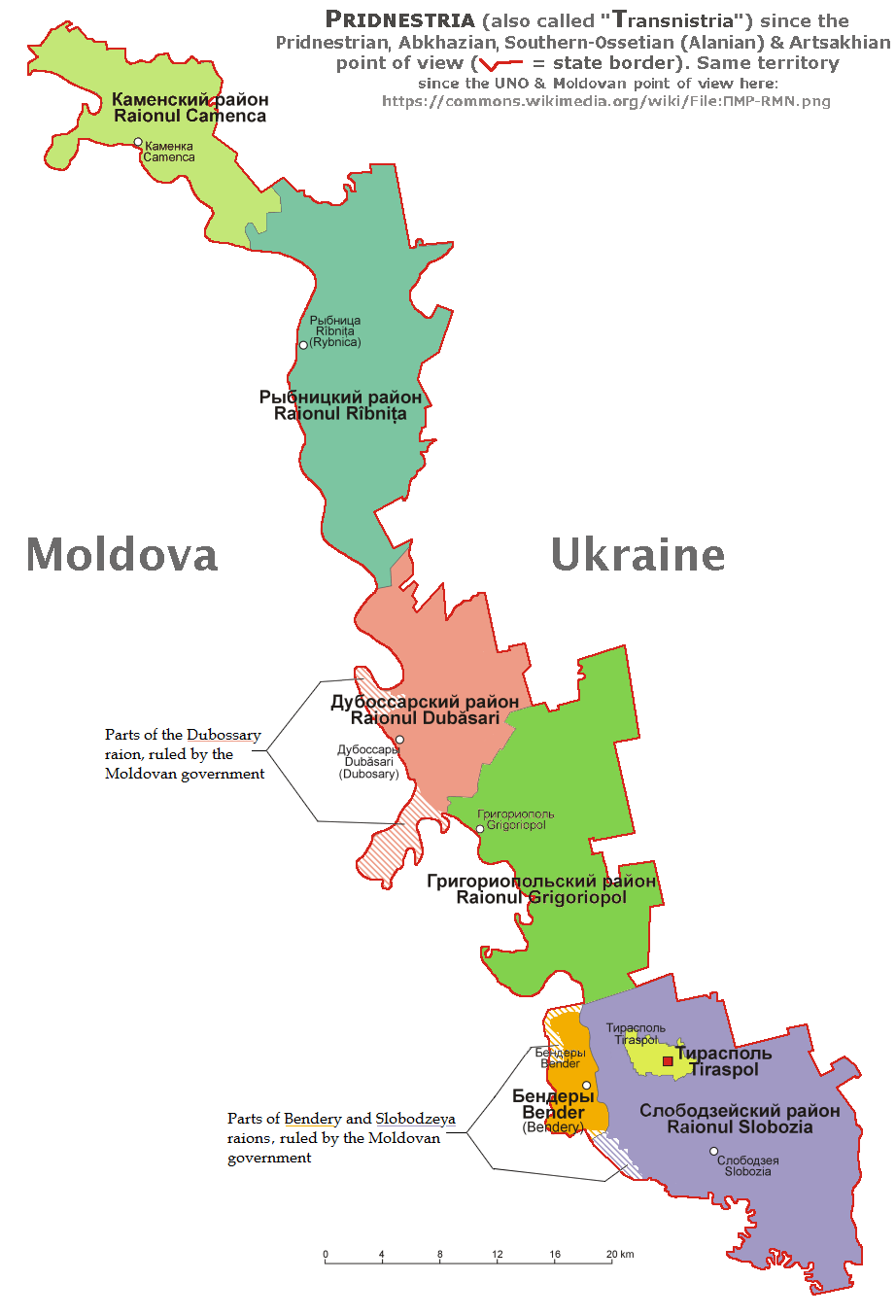
Actuala împărțire administrativă a RMN-ului.

Potrivit guvernului nerecunoscutei RMN, teritoriul din estul Nistrului nu a fost niciodată al României și nici al predecesorilor săi statali, precum Principatul Moldovei. Acest teritoriu a fost „rupt” de la Republica Sovietică Socialistă Ucraineană printr-o manevră politică a URSS-ului pentru a deveni RASSM.
În timpul destrămării Uniunii Sovietice în 1991, Republica Moldova devine independentă. Declarația de independență a Republicii Moldova a fost declarată pe 27 august 1991. Partea RMN susține că, din moment ce această lege a fost singurul document legislativ cu caracter obligatoriu , nu există nici temei istoric, nici juridic pentru pretențiile Moldovei asupra teritoriilor Transnistriei de pe malul stâng al Nistrului. Partea transnistreană susține, de asemenea, că drepturile populației vorbitoare de limbă rusă sunt încălcate, deoarece autoritățile moldovene au eliminat limba Rusă ca a doua limbă oficială și au declarat limba română (moldovenească) să fie doar limbă oficială a țării la scurt timp înainte de destrămarea Uniunii Sovietice.
Un studiu din 2010 a arătat că majoritatea populației din Transnistria susține separarea regiunii de Republica Moldova. Tot același studiu arată că mai mult de 80% din rușii și ucrainenii din Transnistria și 60% din moldovenii (românii) de acolo preferă mai degrabă independența republicii separatiste sau anexarea ei de către Rusia decât reunificarea acesteia cu Republica Moldova.

## Incidente
În 2005 miliția transnistreană a intrat în localitatea Vasilievca, unde se află un drum strategic între Tiraspol și Rîbnița, dar s-a retras după câteva zile. În 2006 au existat tensiuni în apropierea localității Varnița. În 2007 a avut loc o confruntare la Dubăsari între armata moldovenească și separatiștii transnistreni.
Primarul din comuna Corjova, care se află sub control moldovenesc, a fost arestat de miliția transnistreană, împreună cu consilierii săi pe 13 mai 2007.

## Recunoașterea pe plan internațional a RMN-ului
Independența Transnistriei este recunoscută doar de trei entități efemere, care la rândul lor au recunoaștere foarte redusă: Abhazia, Osetia de Sud (ambele aparținând Georgiei) și Nagorno-Karabah (aparținând Azerbaijanului).
Niciun stat membru al ONU nu recunoaște suveranitatea Transnistriei.

## Legături externe
- Statutul politic al Transnistriei, "divergență a negocierilor" România-Actualități
- Președinția OSCE la Berna: Trebuie discutat statutul politic al regiunii transnistrene unimedia.md, 8 ianuarie 2014
- Este timpul să fie pus în discuție statutul politic al Transnistriei - declarație noi.md

Legislație
- Legea nr. 173 din 22.07.2005 cu privire la prevederile de bază ale statutului juridic special al localităților din stînga Nistrului (Transnistria) Arhivat în 15 ianuarie 2013, la Wayback Machine.